# Emanuel Twórz
Emanuel Twórz (ur. 25 grudnia 1872 w Załężu, zm. 28 marca 1955 w Śmiglu) – polski lekarz, doktor nauk medycznych, powstaniec wielkopolski, działacz narodowy i społeczny.

## Życiorys
Urodził się 25 grudnia 1872 roku w Załężu (późniejsza część Katowic). Uczęszczał do tutejszej szkoły elementarnej, a później do Męskiego Gimnazjum w Katowicach (późniejsze III Liceum Ogólnokształcące im. Adama Mickiewicza w Katowicach), które ukończył 7 marca 1894 roku.
24 kwietnia 1894 roku podjął studia teologiczne na Uniwersytecie Wrocławskim, lecz 30 października 1895 roku zdecydował się przejść na medycynę. Jeszcze w 1894 roku uczestniczył w tworzeniu pierwszego śląskiego gniazda „Sokoła” – we Wrocławiu. W 1898 roku wstąpił do Ligi Narodowej, a w kolejnym roku odbył służbę wojskową w armii niemieckiej jako szeregowiec. W 1900 roku przemawiał w imieniu akademików górnośląskich na jubileuszu 500-lecia Akademii Krakowskiej. Podczas studiów należał do Towarzystwa Akademików Górnoślązaków, gdzie pełnił funkcję prezesa, sekretarza i skarbnika. Poza tym w tym współpracował z polskimi organizacjami we Wrocławiu, jak m.in.: Towarzystwo Przemysłowców Polskich, Towarzystwo Śpiewne czy Towarzystwo św. Wincentego á Paulo. Studia medyczne ukończył 1 sierpnia 1900 roku, a aprobację jako lekarz uzyskał 22 marca 1901 roku.
W 1901 roku odbył ponownie służbę wojskową w stopniu szeregowego, po czym rozpoczął pracę w Białej, a od 1903 roku pracował w Polskiej Cerkwi. Przynależał wówczas do „Zet”-u i Ligi Narodowej. 4 marca 1908 roku uzyskał stopień doktora medycyny, chirurgii i położnictwa na Uniwersytecie w Lipsku.
W 1910 roku przeprowadził się do Śmigla. W trakcie I wojny światowej, od 17 października 1914 roku do 1 grudnia 1917 roku służył w wojsku niemieckim zarówno na froncie wschodnim, jak i froncie zachodnim. Służbę ukończył w stopniu kapitana-lekarza. Przed wybuchem powstania wielkopolskiego, od listopada 1918 roku wraz z Sewerynem Rakowskim prowadził szkolenia sanitarne dla tajnej śmigielskiej Drużyny Pogotowia im. Jana Kilińskiego. Był członkiem Polskiej Rady Ludowej w Śmiglu przełomie lat 1918 i 1919 i uczestnikiem powstania wielkopolskiego w stopniu majora. Pełnił później służbę w wojsku polskim: w powiatowej komendzie uzupełnień w Kościanie, w 1920 roku w szpitalu wojskowym w Lesznie, a następnie w latach 1920–1921 w szpitalu wojskowym w Kościanie, gdzie w trakcie III powstania śląskiego w 1921 roku sprawował opiekę nad rannymi powstańcami. W 1921 roku ponownie służył w PKU w Kościanie, w 1 sierpnia tego samego roku przeniesiony został do rezerwy.
1 sierpnia 1921 roku objął funkcję lekarza powiatowego w Kościanie, którą sprawował do końca 1933 roku. Od 1921 roku był także lekarzem domowym kasy chorych w Kościanie, a w latach 1927–1934 jej lekarzem naczelnym. Jednocześnie w latach międzywojennych aktywnie działał w różnych organizacja i stowarzyszeniach. Był prezesem okręgu Grodzisk Wielkopolski Związku Lekarzy Państwa Polskiego, w latach 1922–1934 prezesem koła Kościan Związku Oficerów Rezerwy RP, w latach 1921–1939 drugim wiceprezesem zarządu Polskiego Czerwonego Krzyża w Kościanie, a także prezesem zarządu parafialnej Akcji Katolickiej. Był także aktywny m.in. w: Towarzystwie Pomocy Naukowej im. Karola Marcinkowskiego, kościańskim oddziale Towarzystwa Czytelni Ludowych, Polskim Związku Zachodnim, Kole Przyjaciół Harcerstwa, Kole Przyjaciół Związku Strzeleckiego, Towarzystwie Gimnastycznym „Sokół”, Lidze Obrony Powietrznej i Przeciwgazowej, Lidze Morskiej i Kolonialnej, chórze „Arion” czy chórze kościelnym. Nie należał do partii politycznych.
Podczas II wojny światowej, 6 grudnia 1939 roku został aresztowany przez Niemców, a cztery dni później wysiedlono go wraz z całą rodziną do Kosówa Lackiego w powiecie sokólskim. W ciężkich warunkach materialnych, w wieku 68 lat rozpoczął tam prywatną praktykę lekarską – w latach 1941–1945 był lekarzem ubezpieczalni społecznej, a 1 października 1941 roku został kierownikiem ośrodka zdrowia. Po wojnie, 19 kwietnia 1945 roku wrócił wraz z cała rodziną do Śmigla. 1 stycznia 1946 roku zaczął pracę jako lekarz domowy ubezpieczalni społecznej, gdzie pracował do końca 1950 roku.
Zmarł 28 marca 1955 roku w Śmiglu w wieku 82 lat. Został pochowany na tamtejszym cmentarzu parafialnym.

## Życie prywatne
Był synem górnika Piotra i Marii z domu Niesyto jako jeden z ich dziesięciorga dzieci. 16 czerwca 1908 roku poślubił Emilią Zuzanną Janusz, z którą miał sześcioro dzieci: Ottona, Stefana, Marię, Edmunda, Mariana i Helenę.
Jego wnukiem jest Adam Olejniczak, profesor nauk prawnych, związany z Wydziałem Prawa i Administracji Uniwersytetu im. Adama Mickiewicza w Poznaniu.

## Odznaczenia
- Medal Niepodległości (1931)[10]
- Złoty Krzyż Zasługi (1932)[10]
- Krzyż Oficerski Orderu Odrodzenia Polski[10]